# Ajuntament de Caldes d'Estrac
L'edifici de l'Ajuntament de Caldes d'Estrac és un monument inclòs en l'Inventari del Patrimoni Arquitectònic de Catalunya.
L'edifici de l'Ajuntament és multifuncional, i acull les activitats d'algunes de les principals entitats de Caldes: a la planta baixa hi ha el Casal del Jovent, el Consultori mèdic i el Punt d'informació juvenil. A la primera planta la Sala Cultural. A la segona planta la seu de la policia local. A la tercera planta les Oficines municipals, la Sala de sessions, l'Alcaldia, les Regidories, la Gerència, la Secretaria, el Registre, els serveis administratius i el Jutjat de pau. A la quarta planta els despatxos del grups polítics, dels banys termals i dels Serveis Socials, així com l'Arxiu, l'emissora municipal de ràdio, i els locals dels geganters i de l'escola de puntes.

## Descripció
Edifici de planta baixa i dos pisos, ubicat sobre les termes romanes, de composició neoclàssica de primeries del segle xix. Destaca el tractament de cornises i la disposició de les obertures verticals. La coberta és a dues aigües i el coronament està fet de pedra.
Ha estat reformat i se li ha afegit d'un cos d'escales a la seva façana nord per entrar a l'ajuntament.
La planta baixa de l'edifici està arrebossada, mentre que la primera i segona planta són pintades amb calç blanca. Per diferenciar les dues parts, al voltant de l'edifici hi veiem una motllura. Cal citar també l'existència de diversos fanals de mig cos de principis de segle.
La façana principal és la que està orientada a la plaça de la Vila: a la planta baixa hi ha dues finestres allargades amb arc apuntat i entre elles una porta també del mateix estil; a la primera planta hi ha dues finestres més senzilles i un balcó consistorial amb baranes lobulades d'estil neoclàssic; al segon pis hi ha les golfes amb unes finestres rectangulars no gaire grans. Les dues plantes són adornades per sis columnes falses acanalades amb falsos capitells. Al capdamunt de l'edifici hi ha un terrat amb una barana de columnes lobulades del mateix estil que les del balcó consistorial.
La resta de façanes segueixen el mateix estil, amb les finestres d'arc apuntat, les falses columnates i la barana del terrat, tot i que a la façana oest trobem una peculiaritat: una gran lluerna acabada amb un arc de mig punt. Al capdamunt, en lloc de l'habitual barana del terrat, hi ha una coberta a dues aigües.
L'edifici afegit de cos d'escales és clarament diferenciat de la resta per la seva forma moderna de cub rectangular allargassat, pintat de color marronós, que en la seva planta baixa serveix d'accés a l'interior de les oficines municipals, i amb grans finestres per gaudir de la llum natural en els pisos superiors a la façana d'aquesta part moderna, com a curiositat, hi destaca la presència de la bandera italiana per l'agermanament que la vila té amb el municipi de la toscana de Castelfranco di Sopra.

## Història
Fins al segle xix, la casa de la Vila es trobava a la plaça de Sant Antoni. Els antics banys termals de Caldes estaven situats a l'actual planta de l'edifici consistorial. L'edifici consistorial va ser bastit el segle xix i reformat el segle xx. Abans de la guerra civil espanyola, als baixos de l'edifici hi havia la Casa Montserrat, regentada per Nusbaum, on es feien navalles.
El dia 28 de maig de l'any 1933 el consistori rebé la visita del president de la Generalitat de Catalunya, Francesc Macià, que vingué a fer de mediador en la polèmica sobre el nom oficial que havia de tenir la vila, Caldes d'Estrac o Caldetes.
Quan es feren les obres d'ampliació de l'edifici, es trobaren al subsòl algunes restes arqueològiques: uns plats d'època medieval, els fonaments d'un antic safareig.